# Paul Gauguin
Eugène Henri Paul Gauguin (7 de juny, 1848 – 9 de maig, 1903) fou un pintor francès postimpressionista.
No apreciat fins a la seva mort, Gauguin és reconegut ara pel seu ús experimental del color i l'estil sintetista que eren diferents de l'impressionisme. Cap al final de la seva vida, va passar deu anys a la Polinèsia Francesa. Les pintures d'aquesta època representen persones o paisatges d'aquesta regió.
La seva obra va influir en les avantguardes franceses i en molts artistes moderns, com Pablo Picasso i Henri Matisse, i és molt conegut per la seva relació amb Vincent i Theo van Gogh. L'art de Gauguin es va popularitzar després de la seva mort, en part gràcies als esforços del marxant Ambroise Vollard, que va organitzar exposicions de la seva obra a finals de la seva carrera i va ajudar a organitzar dues importants exposicions pòstumes a París.
Gauguin va ser una figura important del moviment simbolista com a pintor, escultor, gravador, ceramista i escriptor. La seva expressió del significat inherent dels temes a les seves pintures, sota la influència de l'estil cloisonnista, va obrir el camí al primitivisme. També va ser un defensor influent del gravat en fusta i de les xilografies com a formes d'art.

## Biografia

### Joventut
Nascut a París, Gauguin era descendent de terratinents del Perú, net de la feminista socialista Flora Tristan. Va passar els primers anys a Lima i, després d'estudiar a Orleans, es va embarcar a la marina mercant. En tornar a França, el 1870, es fa agent de borsa a París. Té una vida estable burgesa amb la seva dona danesa Mette-Sophie Gad i els seus cinc fills.
El seu tutor, Gustave Arosa, home de negocis i amant de l'art, l'introdueix en el grup d'impressionistes. El 1874 coneix el pintor Camille Pissarro i veu la primera exposició impressionista. Comença a pintar com a afeccionat i exposa amb els impressionistes el 1876, 1880, 1881, 1882 i 1886.
El 1882, deixa la seva feina a la borsa per dedicar-se completament a la seva nova passió: la pintura. Com que això no li basta per sobreviure, marxa a viure amb la seva dona i fills amb la família d'ella a Copenhaguen. Les relacions amb la seva família política no són pas bones i els negocis tampoc li funcionen. Decideix tornar a París el 1885 per dedicar-se exclusivament a la pintura, però incapaç d'assegurar la subsistència de la seva família, abandona la dona i els fills a Dinamarca.
Gauguin es trasllada a Roan, a Normandia, on s'havia instal·lat Pissarro, però el 1887 decideix viatjar juntament amb el seu amic Charles Laval a Panamà, a la restaurada República de Colòmbia.

### Martinica
Gauguin arribà a l'istme de Panamà l'abril de 1887, a l'illa de Taboga, de la qual diria en una carta: "aquesta gairebé deshabitada i molt fèrtil. Jo porto els meus colors i pinzells i jo em mullaré d'ells lluny de tots els éssers humans". Després no seria tan eloqüent sobre l'entorn panameny, com li diu a la seva esposa, Mette-Sophie, des de la Ciutat de Panamà, on el seu cunyat colombià (espòs de la seva germana Marie Gauguin Tristan) l'havia convidat amb promeses d'aconseguir-li un treball estable.
En la següent carta a Mette-Sophie li contarà la seva desventura ocorreguda al barri de Sant Felip, on fou agafat pres per la policia, pel delicte d'haver orinat en un carrer. Durant un temps treballarà en la perforació del canal, com a obrer de la "Panama Canal Company", però el clima i les malalties tropicals el postren molt aviat. Ni tan sols recuperat de la disenteria i el plaudisme o febre groga, continua el periple a l'illa Martinica el 1888.
D'aquest viatge al Carib, que resultaria fonamental per al seu futur artístic, ja que li mostrà la sensualitat del color i l'interessà per una natura primitiva capaç d'accentuar les relacions humanes, Gauguin tornarà a Europa malalt i abatut. Allà troba l'hospitalitat de Theo van Gogh, qui, a més, exposarà les seves pintures a la seva pròpia galeria.

### Bretanya
Però deixant de banda aquest viatge, entre el 1886 i 1891, viu principalment a la Bretanya on es converteix en el centre d'un grup de pintors experimentals coneguts amb el nom d'Escola de Pont-Aven, on tingué com a deixebles Émile Bernard, Paul Sérusier, Seguin i Chmaillard, que constituiran l'anomenat simbolisme. El seu estil de pintura començarà a transformar-se des del començament de l'impressionisme fins a un estil molt més personal.
Per influència d'un dels seus joves deixebles, Émile Bernard, el seu estil evoluciona cap al que s'anomena sintetisme, una manera de pintar més natural i sintètica. Busca inspiració en l'art indígena, en els vitralls medievals i en les estampes japoneses.

### Arle
Aquestes últimes les descobreix gràcies a l'holandès Vincent Van Gogh el 1888 en els dos mesos en què viuen junts (entre octubre i desembre) a Arle, al sud de França, en què tots dos es dediquen a pintar. Gauguin havia conegut Vincent i Theo Van Gogh a París el 1886, i Gauguin havia quedat impressionat per l'expressivitat de Van Gogh. Treballen plegats i pinten la sèrie de vistes d'Alyscamps. Però la convivència és molt difícil, tots dos tenen un caràcter molt temperamental, i Gauguin es cansa de Vincent. Van Gogh provarà de suïcidar-se més endavant. La seva convivència es deteriora i acaba amb el famós episodi de l'orella tallada de Van Gogh. És sabut que Van Gogh tenia problemes emocionals i que es tallà l'orella; però no és tan segur que fos per culpa de Gauguin.

### Tahití
El 1891, arruïnat, Gauguin s'embarca cap a Tahiti on espera fugir de la civilització europea. Només retorna a França un cop i passarà la resta de la seva vida a la Polinèsia Francesa. Influenciat per l'ambient tropical i la cultura polinèsia, la seva obra guanya en consistència i pinta els quadres més notables. Treballa particularment l'expressivitat dels colors, la recerca de la perspectiva i la utilització de formes plenes i voluminoses.
Coneix a Téhura, que serà la seva model. Molt inspirat, pinta 70 teles en pocs mesos. Però, després d'uns anys d'estabilitat, els problemes amb l'administració colonial, la manca de diners i els problemes familiars (mor la seva filla predilecta, Aline), acabaran amb un intent de suïcidi. A finals de juliol de 1893, Gauguin havia decidit marxar de Tahití i mai tornaria a veure la Téhura o el seu fill fins i tot després de tornar a l'illa diversos anys després.
El 1901, fuig de nou cap a Hiva Oa, a les illes Marqueses. Enfrontat de nou amb les autoritats colonials, acaba malalt i arruïnat. Mor el 9 de maig de 1903.

## Pintura
Inicialment impressionista, va anar evolucionant amb un estil i tècnica personal en l'anomenat conjunt postimpressionista. A la Bretanya va impulsar l'Escola de Pont-Aven amb un grup de pintors anomenats sintetistes. A la Polinèsia Francesa la seva pintura va adquirir la maduresa amb temes exòtics i plens de simbolisme.

### Influències
Gauguin es va iniciar a la pintura amb la influència inicial del seu tutor, Gustave Arosa. Com a col·leccionista d'art, Arosa tenia obres de Delacroix, Courbet, Théodore Rousseau, Corot o Manet. També comprava paisatges a Camille Pissarro que es va convertir en el mestre artístic de Gauguin i el va introduir en el cercle dels impressionistes. D'ells Gauguin va adoptar l'esperit rebel a contracorrent dels pintors acadèmics, la pinzellada solta, l'ús de colors purs i el gust pels temes quotidians. Però en lloc de reproduir la realitat, s'interessava més pel simbolisme i la imaginació. De Degas va adoptar els enquadraments estranys, i de Cézanne les figures voluminoses i els arabescs dels paisatges.
A Pont-Aven va entrar en contacte amb l'art medieval, gràcies a Émile Bernard un entusiasta dels vitralls gòtics. Junts van desenvolupar la tècnica del cloisonnisme, amb zones de color pla separades per línies negres de contorn. S'eliminaven les ombres i d'aquesta forma es sintetitzen les figures ressaltant el seu caràcter simbòlic.
En la dècada del 1850, amb el casament de Napoleó III amb l'espanyola Eugènia de Montijo i amb la política intervencionista francesa a Mèxic, es va disparar a França l'interès per la cultura hispana i precolombina. Tant la seva mare Aline com el seu tutor Arosa tenien una col·lecció de ceràmiques peruanes de les cultures mochica i chimú, i altres objectes precolombins, que van tenir un paper en la inspiració de formes i representacions simbòliques de Gauguin.
El 1868, es va produir l'obertura del Japó a Occident, creant un gran interès per la seva cultura durant la dècada del 1870. A partir de l'amistat amb el gravador Félix Bracquemond i amb Vincent van Gogh va entrar en contacte amb l'estampa japonesa. Això va reforçar el seu interès pels enquadraments inusuals, els temes quotidians i el cloisionisme.
Gràcies a l'amistat d'Arosa amb el fotògraf Nadar, Gauguin es va afeccionar a col·leccionar fotografies d'antiguitats. Entre altres tenia reproduccions dels frisos del Partenó d'Atenes, escenes d'art egipci en el Museu Britànic de Londres que havia visitat i relleus del temple de Borobudur a Java. Durant la travessia cap a Tahití va visitar a Auckland el Museu d'Art on es va interessar pels tikis maori, escultures antropomòrfiques que va incloure en els seus quadres tahitians.

### Tècnica
Gauguin va tenir una forta personalitat artística i va supeditar la tècnica a les necessitats d'expressió. Inicialment va adquirir l'estil impressionista, però amb tendència a allunyar-se de la realitat, o bé alterant la tècnica o bé introduint elements en la composició que resulten misteriosos i inquietants.
A Pont-Aven descobreix el cloisonnisme desenvolupat per Louis Anquetin i Émile Bernard que imiten els esmalts dels vitralls (cloisonné), i les estampes japoneses. Junts defineixen el sintetisme amb formes de color pla delimitades per línies marcades. Per a Gauguin és un mètode d'expressió que supera fent composicions on barreja realitat i somni imaginatiu. Va abandonant les pinzellades curtes i pastoses per reforçar les formes amb àmplies àrees de color sense ombres i amb capes de pintura fines.
El color és lliure, subjectiu, sense necessitat d'ajustar-se a la realitat. L'estada a l'illa tropical de Martinica dona lluminositat a la seva paleta. La convivència amb van Gogh durant l'etapa d'Arle li ensenya la força dels colors contrastats. La seva concepció del color queda de manifest amb les instruccions que dona a Sérusier per pintar l'obra emblemàtica El talismà (1888):
«Com veus aquest arbre? És ben verd? Posa-hi verd doncs, el verd més bell de la teva paleta; —i aquesta ombra més aviat blava? No temis pintar-la tan blava com sigui possible.»
El seu interès per l'art primitiu i exòtic, per la mitologia i religió, els misteris i somnis, va fer que Stéphane Mallarmé, líder del grup de literats simbolistes, el nomenés pintor simbolista per excel·lència.

## Relació d'obres
Gauguin, a més de pintor, va provar diversos camps artístics. El seu estil pictòric i els seus temes preferits els va reproduir en estampes gravades, relleus i escultures. De l'obra gravada destaquen tres gran sèries: Suite Volpini del 1889, Suite Noa Noa sobre la seva primera estada a Tahití i la Suite Vollard durant la segona estada. Fins i tot va il·lustrar unes cartes de menú en la col·lecció Onze menús.

### Quadres
Mostra d'algunes de les obres més significatives:

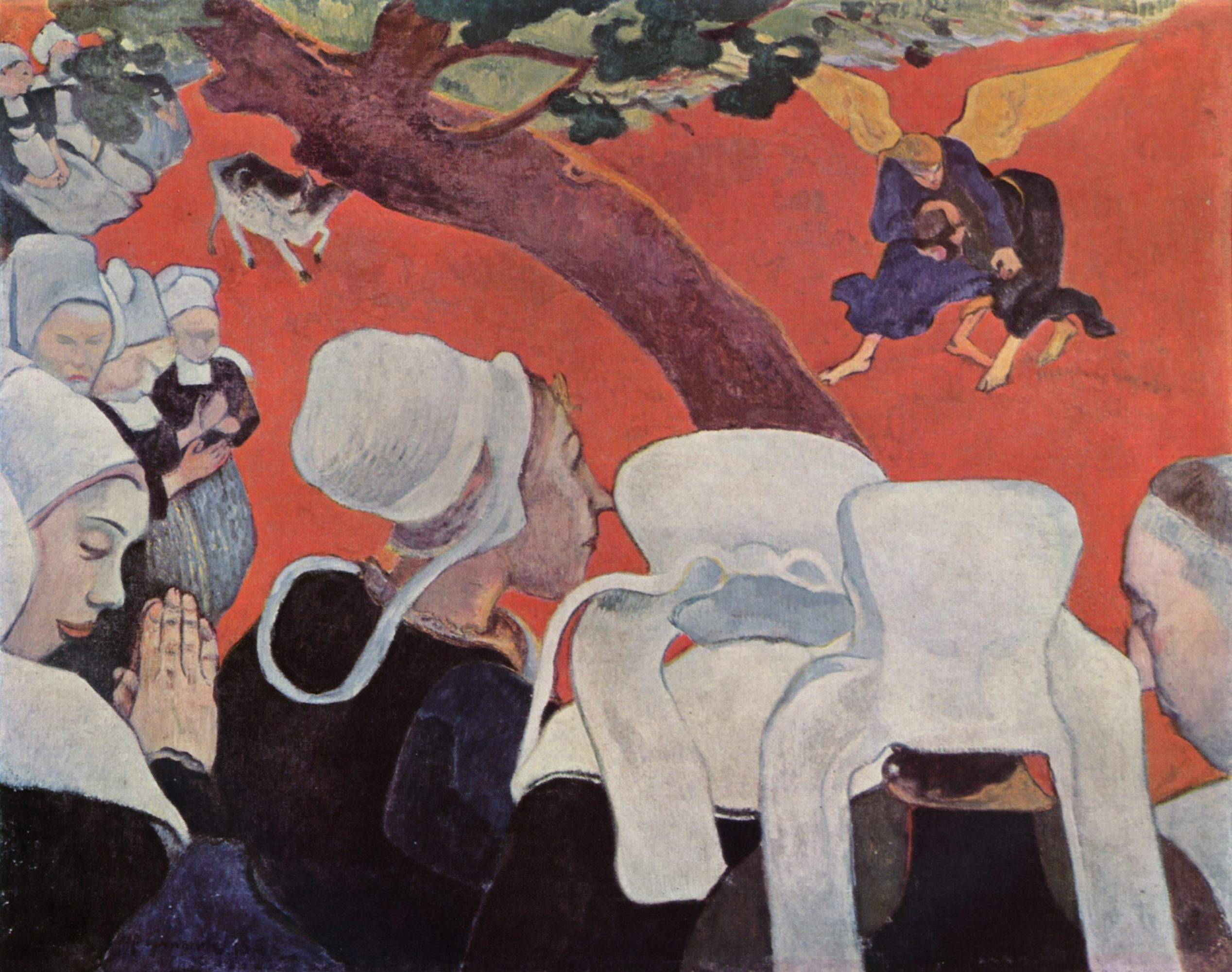
La visió després del sermó, 1888
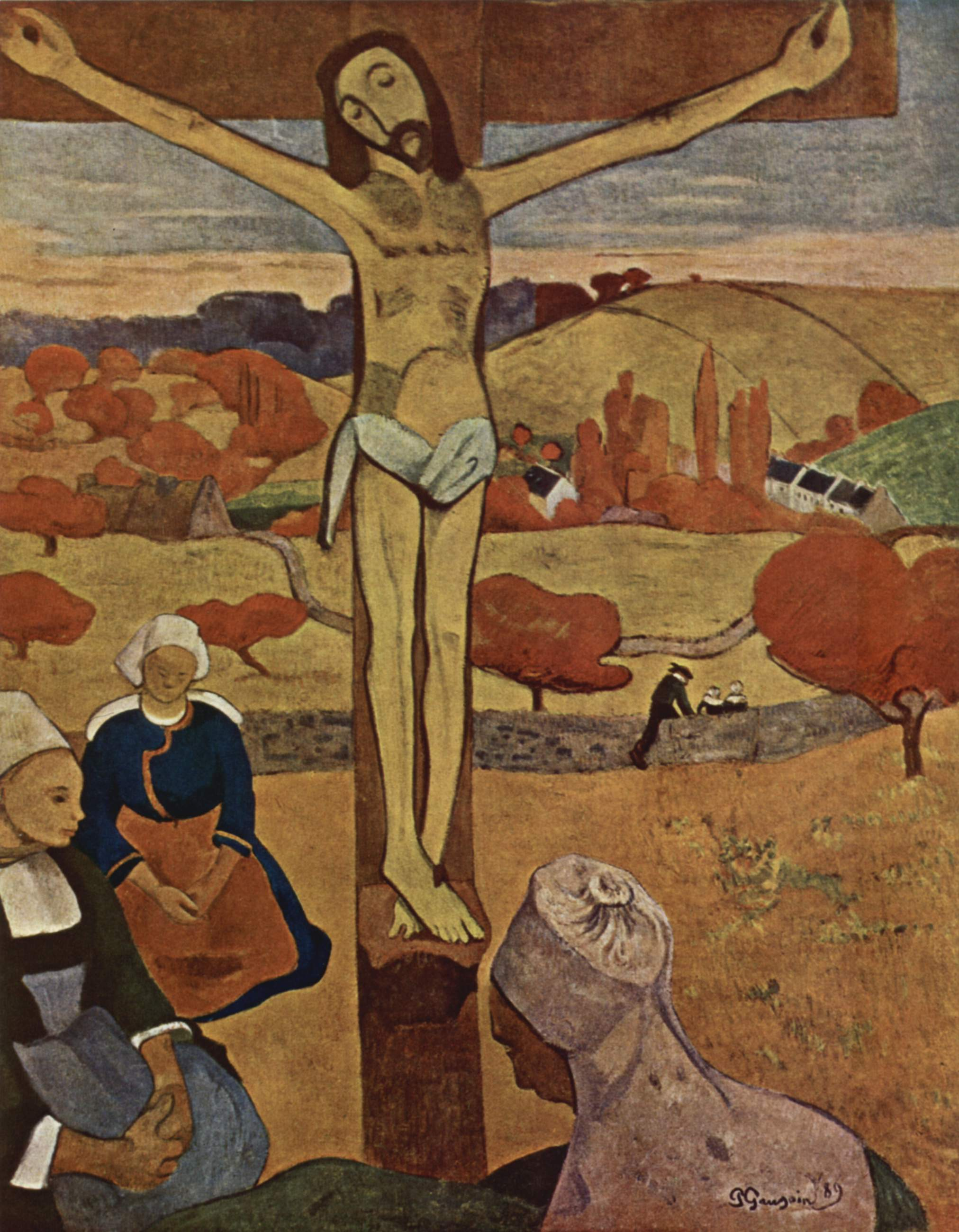
El Crist groc, 1889
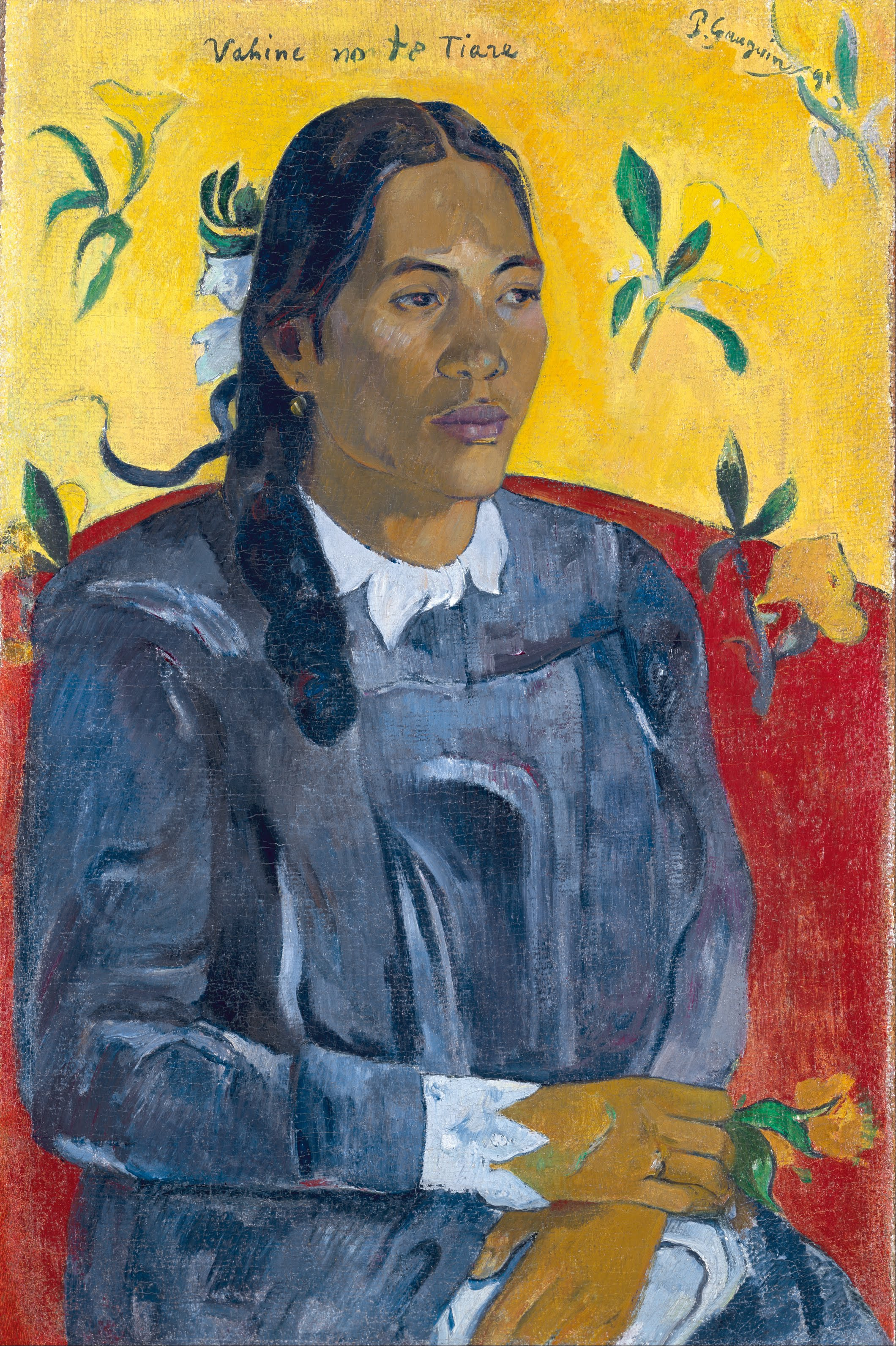
Vahine no te Tiare, 1891
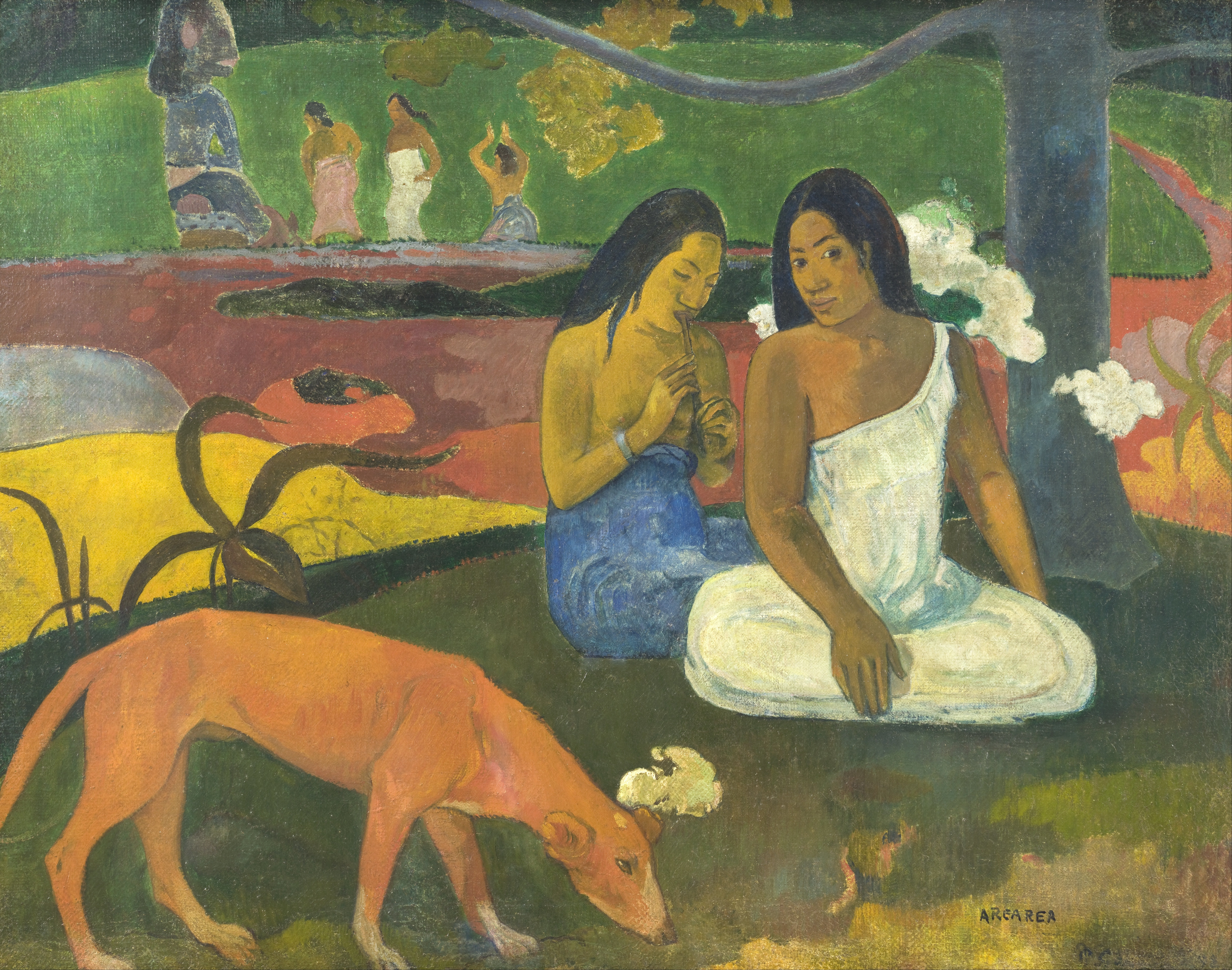
Arearea, 1892
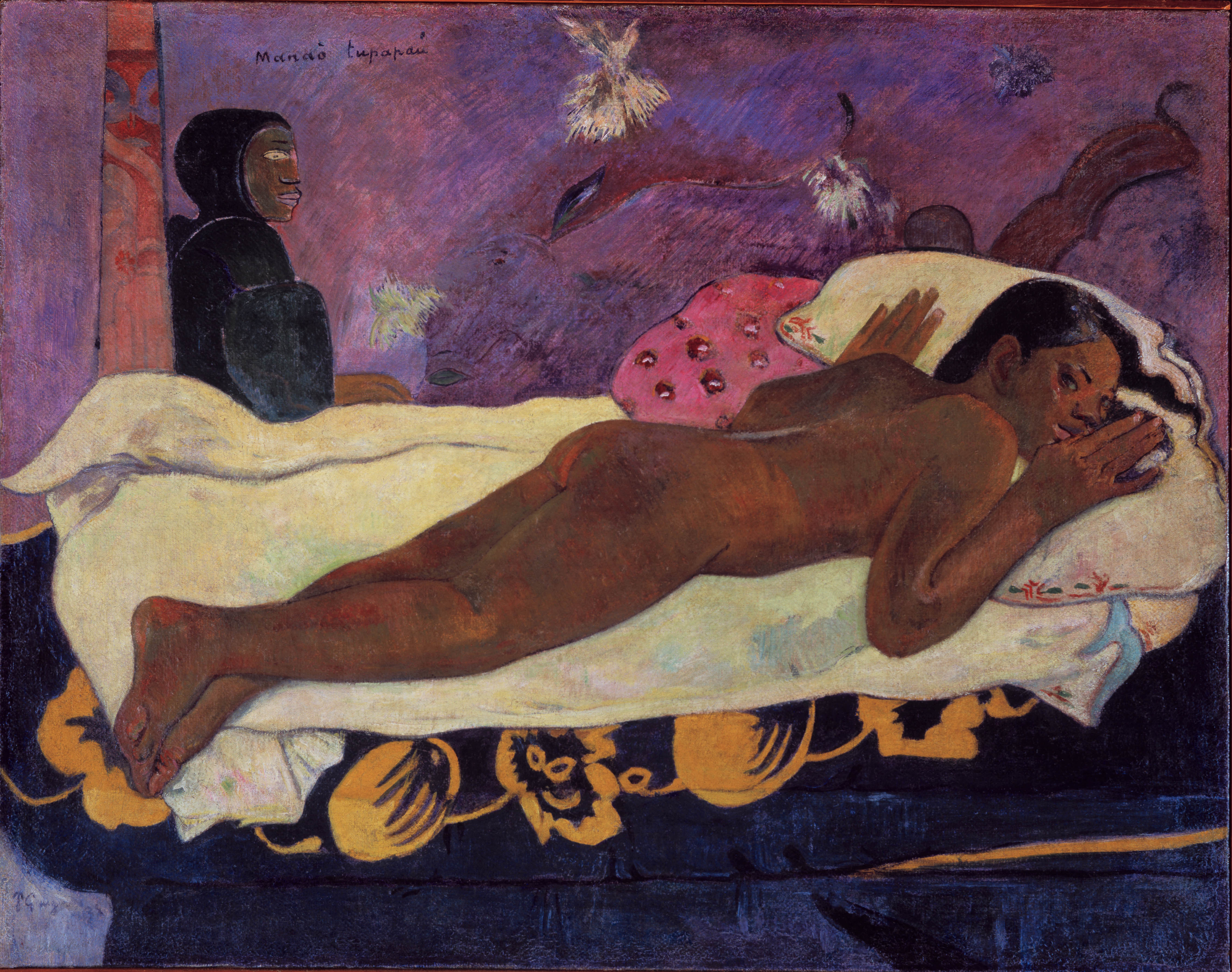
Manao tupapau, 1892
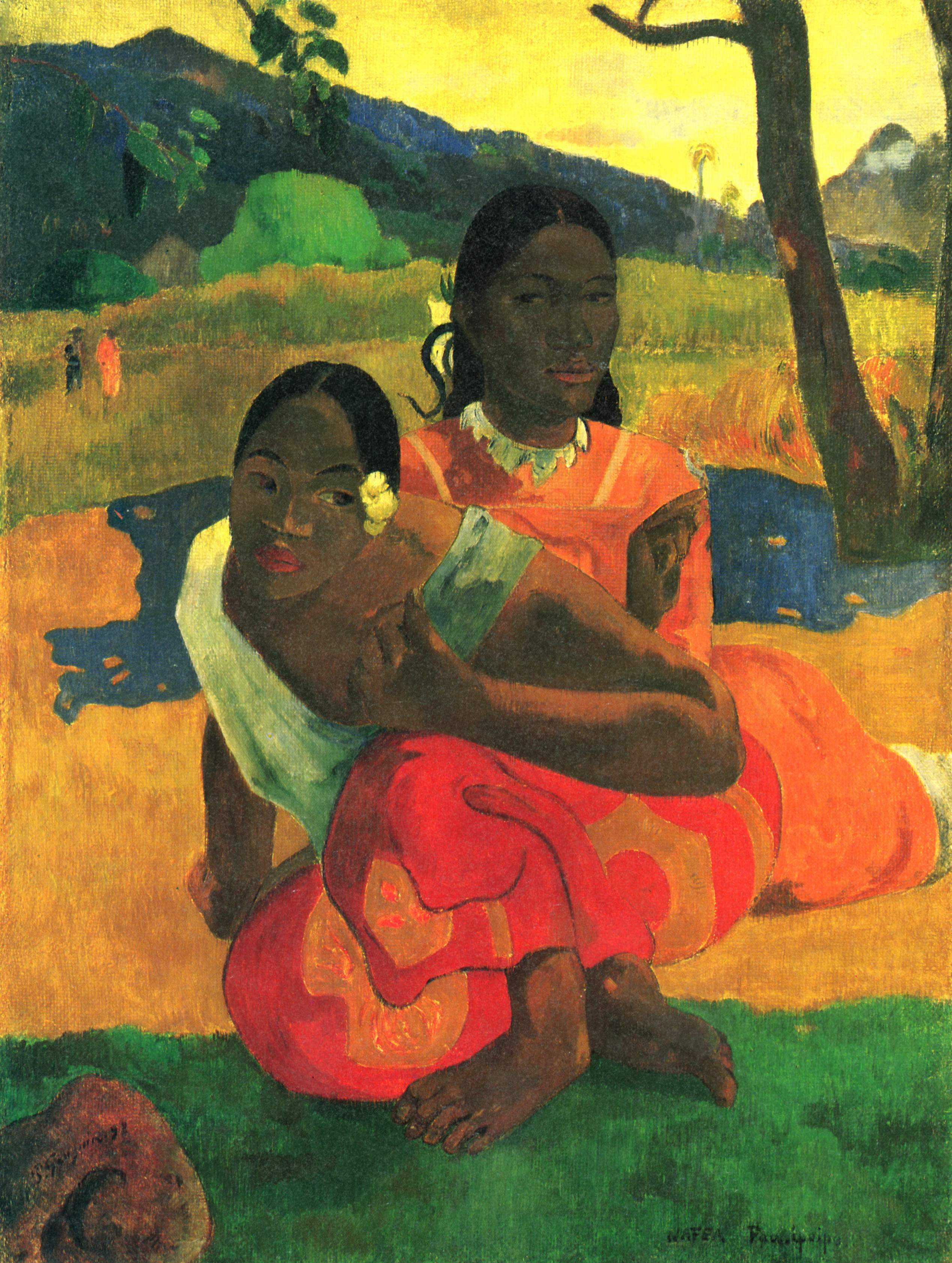
Quan et cases?, 1892
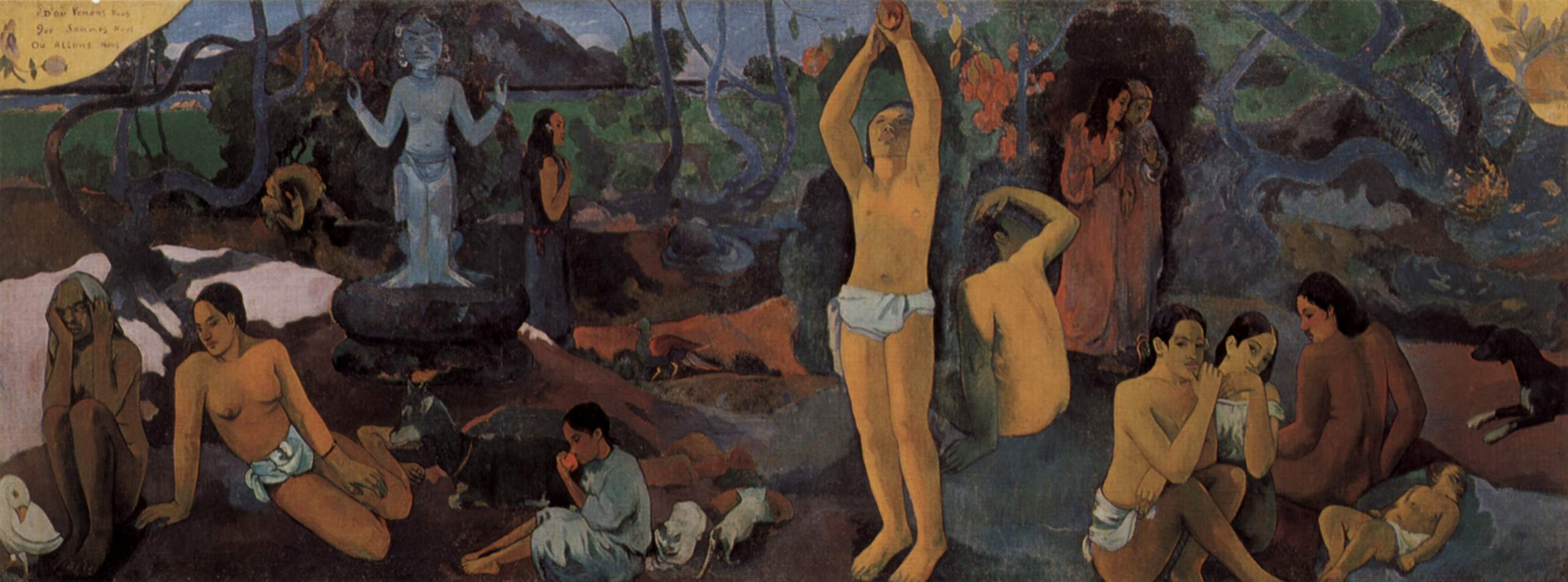
D'on venim? Què som? On anem?, 1897
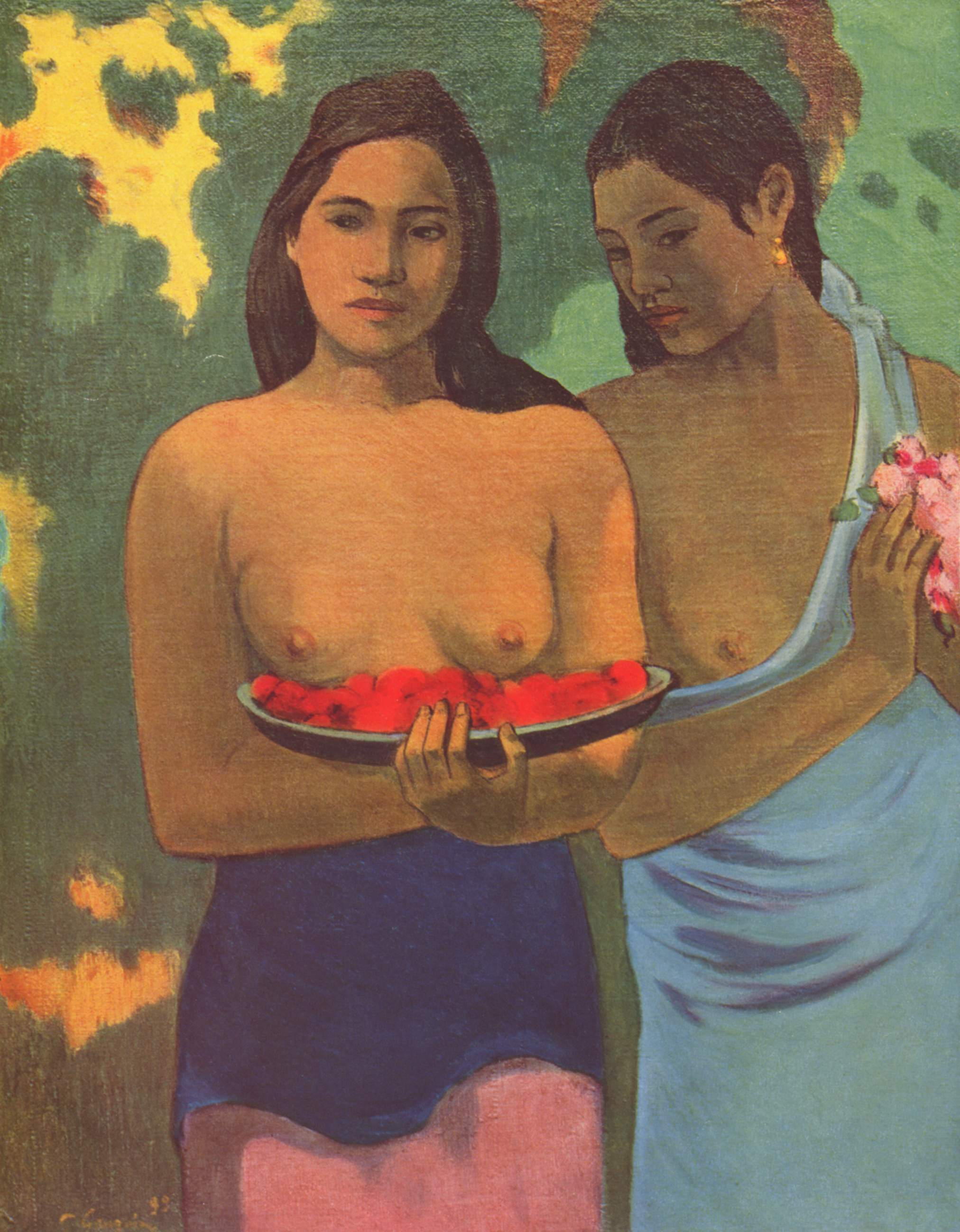
Pits amb flors roges, 1899

### Escrits
A més dels quadres, Gauguin va deixar alguns escrits on fa reflexions sobre l'art, anotacions sobre els seus quadres, i diverses notes autobiogràfiques, a més de la correspondència amb la seva dona i el seu marxant:
- Notes Synthétiques, 1886-1888.
- Cahier pour Aline, 1892.
- Ancient Culte Mahorie, 1892-1893.
- Noa Noa, 1893-1895, junt amb Charles Morice.
- Diverses choses, 1896-1897. Notes escrites sobre les pàgines en blanc del manuscrit de Noa Noa.
- L'Esprit moderne et le catholicism, 1897 i 1902.
- Le Sourire, 1899-1900. Periòdic satíric i anticolonial fundat per Gauguin.
- Racontars de rapin, 1902. Article enviat al Mercure de France, que no es va publicar.
- Avant et après, 1902-1903.

### Llibres sobre Gauguin
La vida de Gauguin ha inspirat diferents obres, com a mostra:
- Victor Segalen, Journal des îles. Fou el primer a visitar la seva tomba.
- W. Somerset Maughan, The Moon and Sixpence.
- Santiago Vilanova, El Secret d'Hiva Oa. ISBN 84-7584-336-0
- Mario Vargas Llosa, El Paraíso en la otra esquina. ISBN 84-204-6557-7